# كيفين أوموندي
كيفين أوموندي (بالإنجليزية: Kevin Ondier Omondi)‏ (4 أغسطس 1990 بكينيا - ) هو لاعب كرة قدم كيني في مركز الوسط. شارك مع منتخب كينيا لكرة القدم. أما مع النوادي، فقد لعب مع نادي غور مايا.

## روابط خارجية
- كيفين أوموندي على موقع ناشيونال فوتبول تيمز (الإنجليزية)